# Cirsium amplexifolium
Cirsium amplexifolium là một loài thực vật có hoa trong họ Cúc. Loài này được (Nakai) Kitam. mô tả khoa học đầu tiên năm 1931.